# Khalīfeh Bāpīr
Khalīfeh Bāpīr (persiska: خلیفه باپیر) är en ort i Iran.   Den ligger i provinsen Kermanshah, i den nordvästra delen av landet, 400 km väster om huvudstaden Teheran. Khalīfeh Bāpīr ligger 1 595 meter över havet och antalet invånare är 110.
Terrängen runt Khalīfeh Bāpīr är huvudsakligen kuperad. Khalīfeh Bāpīr ligger nere i en dal. Runt Khalīfeh Bāpīr är det ganska tätbefolkat, med 129 invånare per kvadratkilometer. Närmaste större samhälle är Mūchesh, 15,3 km nordväst om Khalīfeh Bāpīr. Trakten runt Khalīfeh Bāpīr består i huvudsak av gräsmarker.